# Catallagia duffneri
Catallagia duffneri är en loppart som beskrevs av Lewis et Haas 2001. Catallagia duffneri ingår i släktet Catallagia och familjen mullvadsloppor. Inga underarter finns listade i Catalogue of Life.